# Archocentrus
Archocentrus è un genere di pesci d'acqua dolce appartenenti alla famiglia Cichlidae, sottofamiglia Pseudocrenilabrinae.

## Distribuzione e habitat
Tutte le specie sono diffuse in Centro America, tra Honduras, Costa Rica e Nicaragua.

## Specie
Al genere appartengono 3 specie:
- Archocentrus centrarchus
- Archocentrus multispinosus
- Archocentrus spinosissimus